# Moritz Edelmann
Karl Moritz Alexander Edelmann (* 23. Februar 1891 in Aßlacken, Kreis Wehlau, Ostpreußen; † 17. Februar 1973 in Bensheim) war ein nationalsozialistischer deutscher Geschichtsdidaktiker.

## Leben
Edelmann wurde als Sohn des Revierförsters Alexander Edelmann geboren. Ab 1909 studierte Edelmann an den Universitäten Königsberg, Berlin und Freiburg i. Br. Geschichte und Geographie. Er wurde Mitglied der Burschenschaft Arminia Königsberg im Allgemeinen Deutschen Burschenbund. Die Erste Lehramtsprüfung legte Edelmann 1913/1914 in Königsberg mit dem Prädikat „genügend“ ab. Im Ersten Weltkrieg diente Edelmann als Kriegsfreiwilliger von Oktober 1914 bis November 1918 in einem Fußartillerie-Regiment. Edelmann wurde 1916 leicht verwundet und erhielt neben weiteren Auszeichnungen das Eiserne Kreuz II. und I. Klasse. Er verließ die Armee im Rang eines Leutnants der Reserve, nachdem er zuletzt als Ordonnanzoffizier bei einer Infanteriedivision gedient hatte. Eine feste Anstellung im höheren Schuldienst Preußens erhielt Edelmann am 1. Oktober 1919 als Studienrat am Lyceum I in Berlin-Neukölln, nachdem er im Juli 1919 seine Studienassessorenprüfung bestanden hatte. In den 1920er Jahren wirkte Edelmann an der Erstellung erdkundlicher Schullehrwerke des Leipziger Teubner-Verlags und geschichtlicher Lichtbildreihen mit. Weiterhin bildete er an einem Fachseminar Studienreferendare aus. Von 1925 bis 1933 unterrichtete er an der Chamissoschule in Berlin-Schöneberg.
Zum 1. Mai 1932 trat Edelmann der NSDAP bei (Mitgliedsnummer 1.102.049). Bis 1935 arbeitete er an wechselnden Berliner Schulen, bevor er ab April des Jahres schließlich Oberstudiendirektor und Schulleiter an der Staatlichen Augusta-Schule wurde. Edelmann, bis 1933 14 Jahre lang Studienrat, profitierte damit in hohem Maße von der großen Anzahl entlassener Gymnasialschulleiter, die seit der Machtübertragung 1933 gezielt durch treue Parteigänger Hitlers ersetzt wurden.
1934 überführte Edelmann den Verband der Geschichtslehrer Deutschlands ohne weitere Gegenwehr seiner Mitglieder in den Nationalsozialistischen Lehrerbund, in dem er der so gegründeten „Fachschaft Geschichte“ als „Reichssachwalter“ vorstand. Dies geschah, obwohl sich der ohnehin mehrheitlich nationalkonservative Verband bereits im Sommer 1933 bereitwillig unterworfen und in der Verbandszeitschrift Vergangenheit und Gegenwart (VuG) einen Umbau im Sinne des Nationalsozialismus angekündigt hatte. In der Position als „Reichssachbearbeiter Geschichte“ im NSLB saß Edelmann an zentraler Stelle der offiziellen geschichtsdidaktischen Diskussion und Ideologieentwicklung. Zur effektiven Durchsetzung seiner Vorstellungen suchte Edelmann Kontakt und Hilfe insbesondere bei Walter Franks Reichsinstitut für die Geschichte des Neuen Deutschland. Mit Jahresbeginn 1934 übernahm Edelmann auch die Mitherausgeberschaft der bei Teubner verlegten VuG, nachdem ältere Mitherausgeber, unter anderem der Begründer der Zeitschrift Fritz Friedrich, verdrängt worden waren. Den noch verbliebenen Mitherausgeber Wilhelm Mommsen schob Edelmann durch eine Intrige im Sommer 1936 zur Seite und ersetzte ihn durch verlässlichere nationalsozialistische Mitstreiter Karl Alnor und Ulrich Crämer. Die VuG nutzte Edelmann im Folgenden als Kampfblatt zur Durchsetzung seiner persönlichen Vorstellungen eines Geschichtsunterrichts im Sinne des Nationalsozialismus. Diesem Zweck diente auch das Schulbuch „Volkwerden der Deutschen“, das er seit 1934/35 herausgab. Die Tendenz der Bände war rassistisch und antisemitisch. Am 1. April 1939 schied Edelmann aus dem Schuldienst aus und wurde – ohne Promotion – Professor an der Hochschule für Lehrerbildung in Dortmund. 1941 wurde Edelmann zu einer Flakbatterie der Luftwaffe eingezogen, womit auch seine Tätigkeiten als Herausgeber der VuG und als Schulbuchautor ihr Ende fanden.
Am 12. April 1945 geriet Edelmann während eines Lazarettaufenthaltes in Braunschweig in Gefangenschaft. Nach kurzer Entlassung wurde Edelmann wieder interniert und verbrachte wegen seiner Zugehörigkeit zur SS vom  Mai 1946 bis Februar 1948 fast zwei Jahre in verschiedenen Lagern, zuletzt im berüchtigten „Camp IV“ in Hillen (Recklinghausen). 1946 wurde Edelmann zudem wegen seiner Parteizugehörigkeit aus dem Amt entlassen. In einem schriftlichen Entnazifizierungsverfahren wurde er im Oktober 1948 in Hannover vom „Entnazifizierungs-Hauptausschuss für besondere Berufe“ in die Kategorie IV, „Unterstützer des Nationalsozialismus“ unter Aberkennung der Wählbarkeit und bei Kürzung des Besoldungsdienstalters eingestuft; eine wesentliche Förderung des Nationalsozialismus durch den ehemaligen „Reichssachbearbeiter Geschichte“ konnte der Ausschuss jedoch nicht erkennen. Eine Verhandlung vor dem Spruchgericht Recklinghausen wegen Edelmanns SS-Zugehörigkeit im Juni 1948 war zuvor eingestellt worden, weil „das Verschulden des Täters gering und die Folgen der Tat unbedeutend“ gewesen seien. Ab Januar 1949 ging Edelmann in den Ruhestand. Mit Beschluss vom 16. Dezember 1949 wurde Edelmann gemäß §2 ff. der „Verordnung über Aufhebung der erneuten Überprüfung der Entnazifizierungsentscheidungen vom 30. Juni 1949“ sogar noch in die Kategorie V der „Unbelasteten“ überführt. Auch ein Verfahren 1950–1951 vor dem Entnazifizierungs-Berufungsausschuss in Hagen um die volle Anerkennung seiner im Amt erworbenen Ansprüche konnte Edelmann gewinnen, nachdem ihm ursprünglich nur Bezüge als Studienrat gewährt werden sollten. Ab 1957 arbeitete Edelmann als Reiseleiter für die Reiseagentur „Karawane Studien-Reisen“. Ab ca. 1963 übernahm Edelmann für „Karawane-Reisen“ die wissenschaftliche Oberleitung bei Kreuzfahrten im Mittelmeer nach Island und Norwegen. Neben dieser Tätigkeit veröffentlichte er kleinere Beiträge in Reiseführern und in der Schriftenreihe Die Karawane. Moritz Edelmann verstarb im Alter von 81 Jahren in Bensheim.

## Werk
Für den im NS-Staat besonders ideologieanfälligen Geschichtsunterricht lag die Verantwortung für die erfolgreiche Durchsetzung des Nationalsozialismus beim Berliner Geschichts- und Erdkundelehrer Moritz Edelmann. Seine Wirkung als „Gleichschalter“ des Geschichtsunterrichts entfaltete Edelmann im Wesentlichen als „Reichssachbearbeiter Geschichte“ im Nationalsozialistischen Lehrerbund (NSLB) und über die damit verbundene institutionell verankerte Hoheit über die inhaltlichen Auseinandersetzungen ab 1933. Eine bedeutsame Rolle spielten in diesem Zusammenhang seine Funktion bei der Eingliederung des 1913 gegründeten „Verbands Deutscher Geschichtslehrer“ in den NSLB, der das zentrale Instrument der institutionellen und ideologischen Gleichschaltung aller Lehrerverbände war, ferner seine Tätigkeit als Herausgeber der traditionsreichen und maßgebenden Zeitschrift des Geschichtslehrerverbandes „Vergangenheit und Gegenwart“ (VuG), seine Schulungsmaßnahmen, die von ihm organisierten Fachtagungen sowie nicht zuletzt seine Funktion als Autor und Herausgeber der Geschichtsschulbuchreihe Volkwerden der Deutschen.

## Publikationen (Auswahl)
- Deutsche Hochschule für Politik (Hrsg.): Seminar des NSLB für nationalpolitische Pädagogik. Sommersemester 1938. o. J. (1938), o. O. (Berlin).
- Deutsche Hochschule für Politik (Hrsg.): Seminar des NSLB für nationalpolitische Pädagogik. Wintersemester 1938/39. o. J. (1938), o. O. (Berlin).
- Moritz Edelmann, Leo Gruenberg (Hrsg.): Volkwerden der Deutschen. Leipzig 1935 ff. Bände darin:
  - Geschichtserzählungen, bearb. v. Hermann Funke. Leipzig/Berlin 1940 (= Volkwerden der Deutschen, Kl. 1).
  - Geschichte des deutschen Volkes und seiner Vorfahren von den Anfängen bis Kaiser Karl, bearb. v. Walter Frenzel unter Mitwirkung von Hermann Funke. Leipzig, Berlin 1940 (= Volkwerden der Deutschen, Kl. 2).
  - Von der Gründung des Ersten Reichs bis 1648, bearb, v. Hans Bartels. Leipzig, Berlin 1939 (= Volkwerden der Deutschen, Kl. 3).
  - Deutsche Geschichte von 1648–1871, bearb. v. Ludwig Zimmermann. Leipzig, Berlin 1939 (= Volkwerden der Deutschen, Kl. 4).
  - Deutsche Geschichte von 1871 bis zur Gegenwart, bearb. v. Moritz Edelmann, Karl Disch. Leipzig, Berlin 1939 (= Volkwerden der Deutschen, Kl. 5).
  - Von der Vorgeschichte bis zum Ende der Stauferzeit, bearb. Hans Bartels. Leipzig, Berlin 1940 (= Volkwerden der Deutschen, Kl. 6).
  - Von der deutschen Ostsiedlung bis zu den Anfängen Bismarcks, bearb. v. Erich Buchholz. Leipzig, Berlin 1940 (= Volkwerden der Deutschen, Kl. 7).
  - Von Bismarck zum Großdeutschen Reich, bearb. v. Karl Disch, Leo Gruenberg. Leipzig, Berlin 1941 (= Volkwerden der Deutschen, Kl. 8).
  - Die letzten 15 Jahre, bearb. v. Moritz Edelmann. Leipzig, Berlin 1935 (= Volkwerden der Deutschen, Ergänzungsband zu Kl. 8) [in späteren Auflagen unter dem Titel ‚Die Entscheidungsjahre seit dem Weltkrieg’].
- Mithrsg. der Zeitschrift Vergangenheit und Gegenwart. Jgg. 1933 ff.

## Archivquellen
- Bundesarchiv (BArch, Berlin, ehemals BDC), NSDAP-Gaukartei und Zentralkartei, Edelmann, Moritz.
- BArch (Berlin, ehemals BDC), NSLB, Edelmann, Moritz.
- BArch (Berlin, ehemals BDC) B 130 und SSO, Edelmann, Moritz.
- BArch (Koblenz) N 1478, Nachlass Wilhelm Mommsen.
- Hauptstaatsarchiv Düsseldorf (HStAD) NW 1037-B VI, Nr. 10360, NW 1091, Nr. 18617.
- Hauptstaatsarchiv Hannover (HStAH) Nds. 171 Hannover 9329.
- Landesinstitut für Schule und Medien (LISM), Personalblatt A für Direktoren, Wissenschaftliche Lehrer und Kandidaten des höheren Lehramtes, Nr. 105.
- Schleswig-Holsteinische Landesbibliothek Kiel, Nachlaß Karl Alnor, Cb 70.
- Personalbogen von Moritz Edelmann in der Personalkartei der Gutachterstelle des BIL in der Archivdatenbank der Bibliothek für Bildungsgeschichtliche Forschung (BBF)